# MedlinePlus
MedlinePlus er en internetside som tilbyder sundhedsmæssig information fra det amerikanske bibliotek United States National Library of Medicine der drives af den føderale regering i USA.
Målgruppen er patienter, deres familier og venner.